# أبو الحسن المرندي
الشيخ أبو الحسن بن محمد المرندي النجفي (ت. 1349 هـ). هو رجل دين شيعي إيراني ومُؤلف لعدد من الكتب المُتداولة في الأوساط الدينية الشيعية. وكانت دراسته الحوزوية في النجف، فهو من تلامذة الفاضل الشرابياني؛ وله من إجازة الرواية كما أنّ لديه إجازات أخرى من محمد حسن الخوانساري، وحسين الخليلي، وعبد الله المازندراني، ومحمد طه نجف. وقد عاد بعد فترة إلى إيران إلى أن توفي بها.

## مؤلفاته
| - نور الأنوار في علائم ظهور الغائب عن الابصار عليه صلوات الجبار. - بستان الأبرار. هو عنوان المجلد الخامس من كتاب نور الأنوار المارّ ذكره، وطُبع مستقلاً، وقد ذكره عمر كحالة في معجم المؤلفين ككتاب مستقل. - مجمع النورين وملتقى البحرين فيما وقع من الجور على والدة السبطين. | - لوامع الأنوار في مصائب ونوائب سبط الرسول المختار. - الجرائد في علائم الظهور. باللغة الفارسية. - دلائل براهين الفرقان في إبطال القوانين الناسخات لمحكمات القرآن. كتابٌ باللغة الفارسية. |

## وفاته
نقل آغا بزرگ الطهراني أن وفاة المرندي كانت الري سنة 1349 هـ، وعنه نقل عمر كحالة في معجم المؤلفين؛ إلّا أن محسن الأمين ذكر في أعيان الشيعة أن وفاته كانت سنة 1352 هـ حاكياً أنه وجد هذا التاريخ في مسودة كتاب مجمع النورين.

### كتب
- أعيان الشيعة. محسن الأمين، طبع بيروت - لبنان، تاريخ الطبع مفقود، منشورات دار التعارف.
- معجم المؤلفين. عمر كحالة، طبع بيروت - لبنان، تاريخ الطبع مفقود، منشورات إحياء التراث العربي.
- الذريعة إلى تصانيف الشيعة. آغا بزرگ الطهراني، طبع بيروت - لبنان، تاريخ الطبع مفقود، منشورات دار الأضواء.

### إشارات مرجعية
1. 1 2 3 4  الطهراني، آغا بزرگ. الذريعة إلى تصانيف الشيعة - ج24. ص. 361. مؤرشف من الأصل في 2019-12-16.
2. 1 2 3 4 5 6 7 8  
كحالة، عمر. معجم المؤلفين - ج3. ص. 294. مؤرشف من الأصل في 2020-01-24.
3. 1 2 3  
الأمين، محسن. أعيان الشيعة - ج2. ص. 338. مؤرشف من الأصل في 2019-12-08.
4. ↑  الطهراني، آغا بزرگ. الذريعة إلى تصانيف الشيعة - ج24. ص. 360. مؤرشف من الأصل في 2020-01-24.
5. ↑  الطهراني، آغا بزرگ. الذريعة إلى تصانيف الشيعة - ج3. ص. 105. مؤرشف من الأصل في 2019-12-16.
6. ↑  
الطهراني، آغا بزرگ. الذريعة إلى تصانيف الشيعة - ج20. ص. 46. مؤرشف من الأصل في 2020-01-25.
7. ↑  الطهراني، آغا بزرگ. الذريعة إلى تصانيف الشيعة - ج18. ص. 364. مؤرشف من الأصل في 2019-12-16.
8. ↑  الطهراني، آغا بزرگ. الذريعة إلى تصانيف الشيعة - ج5. ص. 93. مؤرشف من الأصل في 2020-01-10.
9. ↑  الطهراني، آغا بزرگ. الذريعة إلى تصانيف الشيعة - ج8. ص. 248. مؤرشف من الأصل في 2019-12-08.